# Big Naughty
Со Дон Хьон (кор. 서동현; нар. 2 червня 2003), професійно відомий як Big Naughty (кор. 빅 나티; стилізований як BIG Naughty), — південнокорейський репер і автор пісень. Вперше він привернув увагу, коли з'явився на телешоу Show Me the Money 8 у реп-конкурсі у 2019 році. Він підписав контракт з H1ghr Music, де випустив мініальбоми Bucket List (2021) і Nangman (2022).

## Раннє життя
Со Дон Хьон народився 2 червня 2003 року. Закінчив середню школу іноземних мов Девон.

## Кар'єра

### 2019—2020:Show Me the Money 8і підписання контракту з H1ghr Music
У липні 2019 року Big Naughty з'явився на телешоу Show Me the Money 8 у реп-конкурсі, де він уперше привернув увагу. Він випустив на шоу сингли «Bada», «Problems», «010» і «Astronaut» і посів четверте місце. У жовтні 2019 року він підписав контракт з H1ghr Music. У листопаді 2019 року він випустив свій дебютний сингл «Where It All Started Remix». У 2020 році він брав участь у альбомах-компіляціях H1ghr Music H1ghr: Red Tape і H1ghr: Blue Tape, які пізніше були номіновані як хіп-хоп-альбом року на Korean Hip-hop Awards.

### 2021–тепер:Bucket List,NangmanіHopeless Romantic
У 2021 році Big Naughty випустив свій дебютний мініальбом Bucket List. У січні 2022 року його номінували як нового артиста року на Korean Hip-hop Awards. У червні 2022 року він випустив R&B мініальбом Nangman. У липні 2022 року він з'явився на конкурсі звукозаписних продюсерів у телешоу Listen Up.

## Артистизм
Big Naughty відомий своїм стилем «співочий реп». Він вважає себе більше R&B-співаком, ніж репером. Він назвав репера Beenzino своїм прикладом для наслідування.

## Дискографія

### Мініальбоми
| Назва                                    | Деталі                                                                                    | Пікові позиції у чартах | Продажі                  |
| Назва                                    | Деталі                                                                                    | KOR                     | Продажі                  |
| ---------------------------------------- | ----------------------------------------------------------------------------------------- | ----------------------- | ------------------------ |
| Bucket List                              | - Реліз: 25 лютого 2021 - Лейбл: H1ghr Music - Формат: CD, цифрове завантаження, стриминг | 31                      | - Південна Корея: 10,615 |
| Nangman (кор. 낭만)                      | - Реліз: 9 червня 2022 - Лейбл: H1ghr Music - Формат: CD, цифрове завантаження, стриминг  | 15                      | - Південна Корея: 10,000 |
| Hopeless Romantic (кор. 호프리스 로맨틱) | - Реліз: 28 лютого 2023 - Лейбл: H1ghr Music - Формат: CD, цифрове завантаження, стриминг | 21                      | - Південна Корея: 12,960 |

### Сингли

#### Як головний виконавець
| Назва                                                                                            | Рік  | Пікові позиції у чартах | Пікові позиції у чартах | Альбом               |
| Назва                                                                                            | Рік  | KOR Circle              | KOR Billb.              | Альбом               |
| ------------------------------------------------------------------------------------------------ | ---- | ----------------------- | ----------------------- | -------------------- |
| «Bada» (кор. 바다) (with Woodie Gochild, ChoiLB, Yang Hong-won, Chillin Homie featuring Giriboy) | 2019 | 48                      | 85                      | Show Me the Money 8  |
| «CCTV» (with Lil Tachi featuring Leellamarz)                                                     | 2019 | 180                     | —                       | Show Me the Money 8  |
| «Problems» (кор. 문제) (featuring Coogie)                                                        | 2019 | 82                      | —                       | Show Me the Money 8  |
| «010» (кор. 전화번호) (featuring Giriboy)                                                        | 2019 | —                       | —                       | Show Me the Money 8  |
| «Astronaut»                                                                                      | 2019 | —                       | —                       | Show Me the Money 8  |
| «Sick Teen» (кор. 급Sick) (with M1nu, Layone, Veinifyl)                                          | 2019 | —                       | —                       | Show Me the Money 8  |
| «Where It All Started Remix» (кор. 시발점 Remix) (featuring Verbal Jint and Beenzino)            | 2019 | —                       | 94                      | Сингли поза альбомом |
| «Sigh» (кор. 휴) (featuring Giriboy)                                                             | 2019 | —                       | —                       | Сингли поза альбомом |
| «Girl at the Coffee Shop» (кор. 커피가게 아가씨) (featuring Wonstein)                            | 2021 | —                       | —                       | Bucket List          |
| «Joker» (featuring Jamie)                                                                        | 2021 | 130                     | 76                      | Bucket List          |
| «Brand New World» (кор. 멋진 신세계) (featuring Rohann)                                          | 2021 | —                       | —                       | Bucket List          |
| «Turn Up!» (кор. 털어!) (featuring M1nu, Veinyfl, Swervy, Layone, Lee Young-ji, Lil Nekh, D.Ark) | 2021 | —                       | —                       | «Sike»!              |
| «Stab» (featuring EaJ)                                                                           | 2021 | —                       | —                       | Сингл без альбому    |
| «Beyond Love» (кор. 정이라고 하자) (featuring 10cm)                                              | 2022 | 5                       | 4                       | Nangman              |
| «Lovey Dovey» (featuring Meenoi)                                                                 | 2022 | —                       | —                       | Nangman              |
| «Romance Symphony» (кор. 낭만교향곡) (featuring Changmo and Jay Park)                            | 2022 | 49                      | 20                      | Nangman              |
| «Just 10 Centimeters» (кор. 딱 10CM만) (with 10cm)                                               | 2022 | 8                       | 12                      | Сингл без альбому    |
| «Fxxxnds» (кор. 친구로 지내다 보면) (featuring Kim Min-seok)                                     | 2023 | 42                      | —                       | Hopeless Romantic    |
| «Hopeless Romantic» (кор. 사랑이라 믿었던 것들은) (featuring Lee Su-hyun)                        | 2023 | 50                      | —                       | Hopeless Romantic    |
| «Night Dancer» (Big Naughty Remix) (з Imase)                                                     | 2023 | 81                      | —                       | Сингл без альбому    |
| «—» релізи, що не потрапили у чарти або не були випущені у відповідних регіонах.                 |      |                         |                         |                      |

#### Як запрошений виконавець
| Назва                                                                                                | Рік  | Пікові позиції у чартах | Пікові позиції у чартах | Альбом                              |
| Назва                                                                                                | Рік  | KOR Circle              | KOR Billb.              | Альбом                              |
| --- | ---- | ----------------------- | ----------------------- | ----------------------------------- |
| «Eul» (кор. 을) (Giriboy featuring Big Naughty)                                                      | 2019 | 58                      | 49                      | 2 Little Bites from Fatal Album III |
| «Tomorrow» (кор. 내일이 오면) (Lil Boi featuring Giriboy, Big Naughty)                               | 2020 | 2                       | 6                       | Show Me the Money 9                 |
| «Red Light» (Touch The Sky featuring Big Naughty)                                                    | 2021 | —                       | —                       | High School Rapper 4                |
| «Lie» (кор. 거짓말) (Kim Seung-min featuring Big Naughty)                                            | 2021 | —                       | —                       | Prototype Research #0063            |
| «Timing» (кор. 타이밍) (Koonta featuring Yumdda, Big Naughty)                                        | 2021 | 119                     | —                       | Show Me the Money 10                |
| «Walk Again» (кор. 다시 걸을 때) (Toil featuring Heize, Big Naughty)                                 | 2022 | 109                     | —                       | Between Sat & Sun                   |
| «Way» (кор. 길) (Giriboy featuring ChoiLB, Kvsh, Kim Seung-min, OLNL, Kid Milli, Thama, Big Naughty) | 2022 | —                       | —                       | Demotape                            |
| «Evening» (кор. 이브닝) (Yuju featuring Big Naughty)                                                 | 2022 | —                       | —                       | Сингл без альбому                   |
| «Drivin'» (Kim Seung-min featuring Layone, Big Naughty)                                              | 2022 | —                       | —                       | Double-sidedness                    |
| «Better» (Mamamoo+ featuring Big Naughty)                                                            | 2022 | 140                     | —                       | Сингл без альбому                   |
| «Number» (Leellamarz featuring Big Naughty)                                                          | 2022 | 141                     | —                       | MaRz&B                              |
| «Eye» (кор. 눈) (Don Malik featuring Justhis, Big Naughty)                                           | 2022 | 17                      | 24                      | Show Me the Money 11                |
| «Hangang» (кор. 한강에서) (Paul Kim featuring Big Naughty)                                           | 2023 | 48                      | —                       | Сингл без альбому                   |
| «Dare to Love» (кор. 겁도없이) (B.I featuring Big Naughty)                                           | 2023 | 103                     | —                       | To Die For                          |
| «—» релізи, що не потрапили у чарти або не були випущені у відповідних регіонах.                     |      |                         |                         |                                     |

### Саундтреки
| Назва                                                                            | Рік  | Пікові позиції у чартах | Альбом                   |
| Назва                                                                            | Рік  | KOR                     | Альбом                   |
| -------------------------------------------------------------------------------- | ---- | ----------------------- | ------------------------ |
| «Sigh» (кор. 휴) (with Shin Ha-kyun)                                             | 2020 | —                       | Soul Mechanic OST        |
| «Home» (with Exy and Raiden)                                                     | 2021 | —                       | Idol: The Coup OST       |
| «It's Seoul, I'm Here» (з Kid Milli та Ron)                                      | 2022 | —                       | Seoul Check-in OST       |
| «The Invention of Love» (кор. 연애의 발명)                                       | 2022 | 122                     | Discovery of Love OST    |
| «Love Letter (with you)» (кор. 연서 (with you))                                  | 2022 | —                       | Alchemy of Souls OST     |
| «With Me» (кор. 손을 마주 잡고)                                                  | 2023 | 94                      | The Interest of Love OST |
| «—» релізи, що не потрапили у чарти або не були випущені у відповідних регіонах. |      |                         |                          |

### Інші пісні у чартах
| Назва                                                                                           | Рік  | Пікові позиції у чартах | Пікові позиції у чартах | Альбом  |
| Назва                                                                                           | Рік  | KOR Circle              | KOR Billb.              | Альбом  |
| ----------------------------------------------------------------------------------------------- | ---- | ----------------------- | ----------------------- | ------- |
| «VVS (H1ghr Remix)» (with pH-1, Trade L, Woodie Gochild, Jay Park, Kidd King featuring Justhis) | 2021 | 108                     | —                       | G+Jus   |
| «Vancouver»                                                                                     | 2022 | 128                     | 21                      | Nangman |
| «—» релізи, що не потрапили у чарти або не були випущені у відповідних регіонах.                |      |                         |                         |         |

## Фільмографія

### Телешоу
| Рік  | Назва               | Роль    | Прим.  |
| ---- | ------------------- | ------- | ------ |
| 2019 | Show Me the Money 8 | Учасник | [ 2 ]  |
| 2022 | Listen Up           | Учасник | [ 7 ]  |
| 2022 | King of Mask Singer | Учасник | [ 38 ] |

### Веб-шоу
| Рік  | Назва      | Роль    | Прим.  |
| ---- | ---------- | ------- | ------ |
| 2022 | Gomak Boys | Учасник | [ 39 ] |

## Нагороди і номінації
| Нагорода              | Рік  | Категорія                  | Номінант / робота     | Результат | Прим.  |
| --------------------- | ---- | -------------------------- | --------------------- | --------- | ------ |
| Korean Hip-hop Awards | 2021 | Hip Hop Track of the Year  | «The Purge»           | Номінація | [ 4 ]  |
| Korean Hip-hop Awards | 2021 | Music Video of the Year    | «The Purge»           | Перемога  | [ 40 ] |
| Korean Hip-hop Awards | 2022 | New Artist of the Year     | Big Naughty           | Номінація | [ 5 ]  |
| Genie Music Awards    | 2022 | Song of the Year           | «Beyond Love»         | Номінація | [ 41 ] |
| Golden Disc Awards    | 2022 | Best Digital Song          | «Beyond Love»         | Номінація | [ 42 ] |
| MAMA Awards           | 2022 | Best Hip-hop & Urban Music | «Beyond Love»         | Номінація | [ 43 ] |
| MAMA Awards           | 2022 | Best Collaboration         | «Just 10 centimeters» | Номінація | [ 43 ] |
| Melon Music Awards    | 2022 | Best Collaboration         | «Just 10 centimeters» | Перемога  | [ 44 ] |
| Melon Music Awards    | 2022 | Best Male Solo             | Big Naughty           | Номінація | [ 44 ] |
| Melon Music Awards    | 2022 | Top 10                     | Big Naughty           | Номінація | [ 44 ] |
| Melon Music Awards    | 2022 | Best Music Style           | Big Naughty           | Перемога  | [ 44 ] |

## Нотатки
1. 1 2  Включає два чарти Billboard K-pop Hot 100 (не існує з 2022) та South Korea Songs (частина BillboardHits of the World (діє з 2022)).
2. ↑  Сингл «Where It All Started Remix» не потрапив у Gaon Digital Chart, але посів 176 місце у Gaon Download chart[17].
3. ↑  Сингл «Girl at the Coffee Shop» не потрапив у Gaon Digital Chart, але посів 67 місце у Gaon Download Chart[18].
4. ↑  Сингл «Brand New World» не потрапив у Gaon Digital Chart, але посів 157 місце у Gaon Download Chart[19].
5. ↑  Сингл «Turn Up!» не потрапив у Gaon Digital Chart, але посів 84 місце у Gaon Download Chart[20].
6. ↑  Сингл «Stab» не потрапив у Gaon Digital Chart, але посів 149 місце у Gaon Download Chart[21].
7. ↑  Сингл «Lovey Dovey» не потрапив у Gaon Digital Chart, але посів 110 місце у Gaon Download Chart[22].
8. ↑  Сингл «Red Light» не потрапив у the Gaon Digital Chart, але посів 116 місце у Gaon Download Chart[25].
9. ↑  Сингл «Lie» не потрапив у Gaon Digital Chart, але посів 184 місце у Gaon Download Chart[26].
10. ↑  Сингл «Way» не потрапив у Gaon Digital Chart, але посів 124 місце у Gaon Download Chart[27].
11. ↑  Сингл «Evening» не потрапив у the Circle Digital Chart, але посів 73 та 161 місця у Circle Download Chart та Circle BGM Chart відповідно[28][29].
12. ↑  Сингл «Drivin'» не потрапив у Circle Digital Chart, але посів 157 місце у Circle Download Chart[30].
13. ↑  Сингл «Home» не потрапив у Gaon Digital Chart, але посів 141 та 147 місця у Gaon Download Chart та Gaon BGM Chart відповідно[32][33].
14. ↑  Сингл «Love Letter (with you)» не потрапив у Circle Digital Chart, але посів 11 та 43 місця у Circle BGM Chart та Circle Download Chart відповідно[34][35].